# Dalea lachnostachys
Dalea lachnostachys är en ärtväxtart som beskrevs av Asa Gray. Dalea lachnostachys ingår i släktet Dalea, och familjen ärtväxter. Inga underarter finns listade i Catalogue of Life.